# Emiliano Lasa
Emiliano Lasa Sánchez (Montevideo, 25 gennaio 1990) è un lunghista uruguaiano.

## Palmarès
| Anno | Manifestazione          | Sede           | Evento         | Risultato | Prestazione | Note                                     |
| ---- | ----------------------- | -------------- | -------------- | --------- | ----------- | ---------------------------------------- |
| 2009 | Campionati sudamericani | Lima           | Salto in lungo | 4º        | 7,14 m      |                                          |
| 2010 | Giochi sudamericani     | Medellín       | Salto in lungo | 4º        | 7,33 m      |                                          |
| 2011 | Giochi panamericani     | Guadalajara    | Salto in lungo | 5º        | 7,73 m      |                                          |
| 2013 | Campionati sudamericani | Cartagena      | Salto in lungo | 9º        | 7,21 m      |                                          |
| 2014 | Giochi sudamericani     | Santiago       | Salto in lungo | Argento   | 7,94 m      |                                          |
| 2015 | Campionati sudamericani | Lima           | Salto in lungo | Oro       | 8,09 m      |                                          |
| 2015 | Giochi panamericani     | Toronto        | Salto in lungo | Bronzo    | 8,17 m      |                                          |
| 2015 | Mondiali                | Pechino        | Salto in lungo | 15º (q)   | 7,95 m      |                                          |
| 2016 | Mondiali indoor         | Portland       | Salto in lungo | 7º        | 7,94 m      | Record nazionale                         |
| 2016 | Giochi olimpici         | Rio de Janeiro | Salto in lungo | 6º        | 8,10 m      |                                          |
| 2017 | Campionati sudamericani | Asunción       | Salto in lungo | Argento   | 7,89 m      |                                          |
| 2017 | Mondiali                | Londra         | Salto in lungo | 9º        | 8,11 m      |                                          |
| 2018 | Mondiali indoor         | Birmingham     | Salto in lungo | 12º       | 7,72 m      | Miglior prestazione personale stagionale |
| 2018 | Giochi sudamericani     | Cochabamba     | Salto in lungo | Oro       | 8,26 m      |                                          |
| 2019 | Campionati sudamericani | Lima           | Salto in lungo | Oro       | 7,76 m      |                                          |
| 2019 | Giochi panamericani     | Lima           | Salto in lungo | Bronzo    | 7,87 m      |                                          |
| 2019 | Mondiali                | Doha           | Salto in lungo | 20º (q)   | 7,66 m      |                                          |
| 2021 | Campionati sudamericani | Guayaquil      | Salto in lungo | Argento   | 7,94 m      |                                          |
| 2021 | Giochi olimpici         | Tokyo          | Salto in lungo | 13º (q)   | 7,95 m      |                                          |
| 2022 | Mondiali indoor         | Belgrado       | Salto in lungo | 6º        | 7,99 m      |                                          |
| 2022 | Mondiali                | Eugene         | Salto in lungo | 13º (q)   | 7,89 m      |                                          |
| 2022 | Giochi sudamericani     | Asunción       | Salto in lungo | Argento   | 7,93 m      |                                          |
| 2023 | Campionati sudamericani | San Paolo      | Salto in lungo | Argento   | 8,08 m      |                                          |
| 2023 | Mondiali                | Budapest       | Salto in lungo | 24º (q)   | 7,72 m      |                                          |
| 2023 | Giochi panamericani     | Santiago       | Salto in lungo | 4º        | 8,00 m      |                                          |
| 2024 | Mondiali indoor         | Glasgow        | Salto in lungo | 10º       | 7,74 m      |                                          |
| 2024 | Giochi olimpici         | Parigi         | Salto in lungo | 13º (q)   | 7,87 m      |                                          |
| 2025 | Sudamericani            | Mar del Plata  | Salto in lungo | Oro       | 7,97 m      | Miglior prestazione personale stagionale |